# Inventions for Electric Guitar
Inventions for Electric Guitar is een album uit 1975 van de Duitse artiest Manuel Göttsching. Alhoewel het album uitgebracht werd onder de naam Ash Ra Tempel was Inventions For Electric Guitar Manuel Göttschings eerste soloalbum. Vergeleken met het vorige album, Starring Rosi, sloeg het album een andere weg in van stijlrichting, met als inhoud drie experimentele minimalistische nummers gecreëerd met gitaar, echo tape loops en een viersporenrecorder. Göttschings werk werd vanaf nu ook beïnvloed door Terry Riley, Philip Glass en Steve Reich.

## Tracks
1. "Echo Waves" – 17:45
2. "Quasarsphere" – 6:34
3. "Pluralis" – 21:36